# 函館白百合学園幼稚園
函館白百合学園幼稚園（はこだてしらゆりがくえんようちえん）は、北海道函館市山の手2丁目に所在する函館白百合学園付属の私立幼稚園。

## 概要
北海道函館市所在の函館白百合学園が運営する私立幼稚園。昭和19年に附属保育園として設置された。昭和25年に保育園を廃止し附属白百合幼稚園として開園した。

## 沿革
- 1944年（昭和19年） - 財団法人附属保育園創立。
- 1950年（昭和25年） - 保育園廃園。財団法人白百合学園 函館白百合学園高等学校附属白百合幼稚園として発足。